# Secretaria-Geral da Presidência da República
| Secretaria-Geral da Presidência da República                                                      |                                                                  |
| Praça dos Três Poderes, Palácio do Planalto, 4º andar - Brasília www.gov.br/secretariageral/pt-br |                                                                  |
| Criação                                                                                           | 15 de março de 1990 (35 anos) 3 de fevereiro de 2017 (recriação) |
| Extinção                                                                                          | 2 de outubro de 2015 (primeira extinção)                         |
| Atual ministro                                                                                    | Márcio Macêdo                                                    |

Secretaria-Geral da Presidência da República (SGPR) é um dos órgãos que compõem a Presidência da República. Com status de ministério, a pasta funciona no Palácio do Planalto, onde também estão abrigados a Casa Civil, a Secretaria de Comunicação Social (Secom), a Secretaria de Relações Institucionais (SRI) e o Gabinete de Segurança Institucional (GSI), além dos Gabinetes do presidente e do vice-presidente da República. Historicamente o órgão serve para assistir ao presidente da república em suas funções; porém, teve suas atribuições alteradas ao longo dos anos.

## Atribuições
As atribuições da Secretaria-Geral da Presidência da República foram definidas pelo Decreto n. 11.363, de 1º de janeiro de 2023. Segundo o regulamento, compete à SGPR:
1. Coordenar e articular as relações políticas do Governo com os diferentes segmentos da sociedade civil e juventude
2. Coordenar a política e o sistema nacional de participação social
3. Formular, supervisionar, coordenar, integrar e articular políticas públicas para a juventude
4. Criar, implementar, articular e monitorar instrumentos de consulta e participação popular nos órgãos governamentais de interesse do Poder Executivo federal
5. Fomentar e estabelecer diretrizes e orientações à gestão de parcerias e relações governamentais com organizações da sociedade civil
6. Cooperar com os movimentos sociais na articulação das agendas e ações que fomentem o diálogo, a participação social e a educação popular
7. Incentivar junto aos demais órgãos do governo a interlocução, elaboração e implementação de políticas públicas em colaboração e diálogo com a sociedade civil e com a juventude
8. Articular, fomentar e apoiar processos educativo-formativos, em conjunto com os movimentos sociais, no âmbito das políticas públicas do Poder Executivo federal
9. Fortalecer e articular os mecanismos e as instâncias democráticas de diálogo e a atuação conjunta entre a administração pública federal e a sociedade civil
10. Debater com a sociedade e com o Poder Executivo federal eventuais iniciativas de plebiscitos e referendos, como mecanismos constitucionais de exercício da soberania popular sobre temas de amplo interesse público

## Estrutura
Conforme o Decreto n. 11.363/2023, compõem a estrutura básica da Secretaria-Geral da Presidência da República:
1. Órgãos de assistência direta ao Ministro de Estado Chefe da Secretaria-Geral da Presidência da República:
  1. Gabinete
  2. Consultoria Jurídica
  3. Assessoria Especial de Assuntos Parlamentares e Federativos
  4. Assessoria Especial de Comunicação Social
  5. Assessoria Especial de Assuntos Internacionais
  6. Assessoria Especial de Economia Solidária
  7. Secretaria-Executiva
2. Órgãos específicos singulares:
  1. Secretaria Nacional de Participação Social
  2. Secretaria Nacional de Diálogos Sociais e Articulação de Políticas Públicas
  3. Secretaria Nacional de Juventude
  4. Secretaria Nacional de Relações Político-Sociais
  5. Secretaria de Controle Interno
  6. Secretaria-Executiva da Comissão de Ética Pública
3. Órgãos colegiados:
  1. Comissão Nacional para os Objetivos de Desenvolvimento Sustentável;
  2. Conselho Nacional de Fomento e Colaboração
  3. Conselho Nacional de Segurança Alimentar e Nutricional
  4. Conselho Nacional de Juventude
  5. Comissão Nacional de Agroecologia e Produção Orgânica

## Histórico
A Secretaria-Geral da Presidência da República foi instituída formalmente pela Lei 8.028/1990, durante o governo do presidente Fernando Collor de Mello. Em sua primeira configuração, tinha como finalidade assistir direta e imediatamente ao Presidente da República no desempenho de suas atribuições e, especialmente, na coordenação da ação administrativa, no acompanhamento de programas e políticas governamentais, no relacionamento com os Estados, Distrito Federal e Municípios, e na supervisão técnica das Secretarias da Presidência da República.
Faziam parte da SGPR a Subsecretaria-geral, o Cerimonial e a Secretaria de Controle interno. Em sua origem, a SGPR não tinha status de ministério, e era liderada pelo Secretário-Geral da Presidência da República, um cargo de natureza especial. A lei previa que o Gabinete Militar e o Gabinete Pessoal, subordinados diretamente ao Presidente da República, eram vinculados à Secretaria-Geral administrativamente.
Em novembro de 1992, foi publicada a Lei N° 8.490, quando a Presidência era ocupada por Itamar Franco. O texto provocou uma mudança nas atribuições da Secretaria-Geral, que passou a focar nas questões administrativas:
“A Secretaria-Geral da Presidência da República, com a finalidade de assistir direta e imediatamente ao Presidente da República no desempenho de suas atribuições, especialmente na coordenação da ação administrativa da Presidência da República, mediante serviços de secretaria particular e ajudância-de-ordens”.
A estrutura da SGPR, nessa lei, ficou assim determinada: Subsecretaria-geral, Gabinete Pessoal, Cerimonial, Assessoria, Secretaria de Controle Interno. A Secretaria de Assuntos Estratégicos, hoje participante da estrutura da Secretaria-Geral, era uma unidade vinculada diretamente ao Presidente da República, como órgão de assistência imediata e direta.
Em maio de 1998, foi publicada uma nova lei sobre a organização da Presidência da República, sem alterações significativas nas funções da SGPR. A principal mudança ocorreu após a publicação da Medida Provisória nº 2.216-37, de 31 de agosto de 2001, reiterada pelo Decreto nº 4.118, de 7 de fevereiro de 2002. O texto, publicado no governo de Fernando Henrique Cardoso, transferiu para a Casa Civil as responsabilidades sobre as questões administrativas. À Secretaria-Geral foi atribuída a competência da “articulação”:
"Art. 3º  À Secretaria-Geral da Presidência da República compete assistir direta e imediatamente ao Presidente da República no desempenho de suas atribuições, realizar a coordenação política do Governo, o relacionamento com o Congresso Nacional, a interlocução com os Estados, o Distrito Federal e os Municípios, partidos políticos e entidades da sociedade civil, tendo como estrutura básica o Gabinete, a Subsecretaria-Geral e até duas Secretarias."  - Texto da MP 2.216-37/2001.
Em maio de 2003, quando Luiz Inácio Lula da Silva era presidente, houve nova mudança na estrutura da Presidência e nas competências de sua Secretaria-Geral. Saiu o relacionamento com o Congresso e entrou a implementação de instrumentos de consulta e participação popular. Não houve mudança na estrutura.
“À Secretaria-Geral da Presidência da República compete assistir direta e imediatamente ao Presidente da República no desempenho de suas atribuições, especialmente no relacionamento e articulação com as entidades da sociedade civil e na criação e implementação de instrumentos de consulta e participação popular de interesse do Poder Executivo, na elaboração da agenda futura do Presidente da República, na preparação e formulação de subsídios para os pronunciamentos do Presidente da República, na promoção de análises de políticas públicas e temas de interesse do Presidente da República, na realização de estudos de natureza político-institucional e outras atribuições que lhe forem designadas pelo Presidente da República, tendo como estrutura básica o Gabinete, a Subsecretaria-Geral e até duas Subsecretarias”.
Em dezembro de 2005, ainda no governo de Lula, a Lei nº 11.204, de 5 de dezembro de 2005, deu nova configuração à Secretaria-Geral, com a inclusão do Conselho e da Secretaria Nacional de Juventude, além da criação da Subsecretaria de Comunicação Institucional. Às competências da SGPR, foram acrescidas as de formular, supervisionar, coordenar, integrar e articular políticas públicas para a juventude; e as de assessorar sobre assuntos relativos à política de comunicação e divulgação social do Governo, entre outras, descritas no artigo 3º da lei mencionada.
Menos de dois anos depois, em junho de 2007, houve nova mudança: a Subsecretaria de Comunicação Institucional passou a ser vinculada diretamente ao presidente da República, como Secretaria de Comunicação Social da Presidência da República. O chefe dessa nova pasta recebeu status de ministro: Ministro de Estado Chefe da Secretaria de Comunicação Social da Presidência da República.
Durante o governo de Dilma Rousseff, foi publicada a Lei nº 12.462/2011, que incluiu, entre as competências da SGPR, a de avaliar “a ação governamental e o resultado da gestão dos administradores, no âmbito dos órgãos integrantes da Presidência da República e Vice-Presidência da República, além de outros determinados em legislação específica, por intermédio da fiscalização contábil, financeira, orçamentária, operacional e patrimonial”.
A grande mudança na estrutura foi a abertura da possibilidade de criação de até 5 secretarias e um órgão de controle interno, além do gabinete, da Secretaria Executiva e do Conselho e Secretaria Nacional da Juventude. Na configuração anterior, era mencionada a possibilidade de montar até 4 secretarias, e não havia citação ao controle interno.
A SGPR chegou a ser extinta durante o governo Dilma Rousseff, quando foi fundida às Secretaria de Relações Institucionais, Secretaria da Micro e Pequena Empresa e ao Gabinete de Segurança Institucional para formar a Secretaria de Governo do Brasil.
Em 2017, o então presidente Michel Temer recriou a Secretaria-Geral, que apareceu na nova configuração da Presidência da República, na Lei nº 13.502. O governo Michel Temer entretanto não extinguiu a Secretaria de Governo, neste sentido o órgão recriado teve sua estrutura e competências reformuladas em relação ao período antes de ser fundido: inicialmente serviu para que Moreira Franco continuasse a chefiar o Programa de Parcerias para Investimentos e tivesse status de ministro. Depois foi entregue à Gustavo Bebianno nos primeiros dias de governo do Presidente Jair Bolsonaro, porém ainda mais esvaziada sem Secretaria de Comunicação Social (Secom) e sem a Secretaria Especial do Programa de Parcerias de Investimentos (PPI) e com o ingresso das inexpressivas Secretaria Executiva da Comissão de Ética Pública (Secep) e Secretaria Especial de Modernização do Estado (SEME). A secretaria continuou esvaziada durante o período que foi comandada pelo general Floriano Peixoto Vieira Neto.
O órgão só receberia durante o governo Jair Bolsonaro quando o Ministro Jorge Oliveira assumiu o cargo de ministro, que ele passou a acumular com a Subchefia de Assuntos Jurídicos da Casa Civil, na época o presidente Bolsonaro foi elogiado por Dias Toffoli, ministro do STF, por dar à Subchefia de Assuntos Jurídicos da Casa Civil status de ministério (o que formalmente nunca aconteceu).
Após a saída de Jorge Oliveira, a secretaria foi comandada por outros dois ministros-chefes: Onyx Lorenzoni e Luiz Eduardo Ramos.

## Ministério
Como mencionado neste artigo, a Secretaria-Geral da Presidência não foi criada com status de Ministério. Contudo, durante toda a sua história, foram raras as Leis que não a colocaram nessa posição. A SGPR foi chefiada por um Ministro de Estado pela primeira vez em 1992, como previu a lei n° 8.490. Na configuração dada pela Lei nº 9.649/1998, o Secretário-Geral não tinha status de ministro, porém, isso foi modificado pela lei MP 2.216-37/2001, a partir da qual ele foi mantido no rol dos ministros até a extinção da pasta, em abril de 2016.
Quando foi recriada, em 2017, a SGPR voltou a ter status de ministério, o que mantém até hoje.

## Lista de titulares
Eis a lista de ministros-chefes e secretários da Secretaria-Geral da Presidência:
| Foto                                                                     | Nome                                                   | Status         | Início                  | Fim                     | Presidente                | Fonte  |
| ------------------------------------------------------------------------ | ------------------------------------------------------ | -------------- | ----------------------- | ----------------------- | ------------------------- | ------ |
|                                                                          | Marcos Antônio de Salvo Coimbra                        | Secretário     | 15 de março de 1990     | 2 de outubro de 1992    | Fernando Collor de Mello  | [ 19 ] |
|                                                                          | Mauro Durante                                          | Ministro-Chefe | 5 de outubro de 1992    | 1 de janeiro de 1995    | Itamar Franco             | [ 20 ] |
|                                                                          | Eduardo Jorge Pereira                                  | Ministro-Chefe | 1 de janeiro de 1995    | 15 de abril de 1998     | Fernando Henrique Cardoso | [ 21 ] |
|                                                                          | Eduardo Piragibe Graeff (interino)                     | Secretário     | 16 de abril de 1998     | 1 de janeiro de 1999    | Fernando Henrique Cardoso | [ 21 ] |
| Transformada em Secretaria de Relações Institucionais pela MPV 1795/1999 |                                                        |                |                         |                         | Fernando Henrique Cardoso | [ 21 ] |
|                                                                          | Aloysio Nunes                                          | Ministro-Chefe | 3 de agosto de 1999     | 14 de novembro de 2001  | Fernando Henrique Cardoso | [ 21 ] |
|                                                                          | Arthur Virgílio Neto                                   | Ministro-Chefe | 14 de novembro de 2001  | 3 de abril de 2002      | Fernando Henrique Cardoso | [ 21 ] |
|                                                                          | Euclides Scalco                                        | Ministro-Chefe | 3 de abril de 2002      | 1 de janeiro de 2003    | Fernando Henrique Cardoso | [ 21 ] |
|                                                                          | Luiz Dulci                                             | Ministro-Chefe | 1 de janeiro de 2003    | 1 de janeiro de 2011    | Luiz Inácio Lula da Silva | [ 22 ] |
|                                                                          | Gilberto Carvalho                                      | Ministro-Chefe | 1 de janeiro de 2011    | 1 de janeiro de 2015    | Dilma Rousseff            | [ 23 ] |
|                                                                          | Miguel Rossetto                                        | Ministro-Chefe | 1 de janeiro de 2015    | 5 de outubro de 2015    | Dilma Rousseff            | [ 23 ] |
| Transformada em Secretaria de Governo pela MPV 696/2015                  |                                                        |                |                         |                         | Dilma Rousseff            | [ 23 ] |
|                                                                          | Moreira Franco                                         | Ministro-Chefe | 3 de fevereiro de 2017  | 10 de abril de 2018     | Michel Temer              | [ 24 ] |
|                                                                          | Ronaldo Fonseca                                        | Ministro-Chefe | 28 de maio de 2018      | 1 de janeiro de 2019    | Michel Temer              | [ 24 ] |
|                                                                          | Gustavo Bebianno                                       | Ministro-Chefe | 1 de janeiro de 2019    | 19 de fevereiro de 2019 | Jair Bolsonaro            | [ 25 ] |
|                                                                          | Floriano Peixoto Vieira Neto                           | Ministro-Chefe | 19 de fevereiro de 2019 | 21 de junho de 2019     | Jair Bolsonaro            | [ 25 ] |
|                                                                          | Jorge de Oliveira                                      | Ministro-Chefe | 21 de junho de 2019     | 31 de dezembro de 2020  | Jair Bolsonaro            | [ 25 ] |
|                                                                          | Pedro Cesar Nunes Ferreira Marques De Sousa (interino) | Ministro-Chefe | 31 de dezembro de 2020  | 12 de fevereiro de 2021 | Jair Bolsonaro            | [ 25 ] |
|                                                                          | Onyx Lorenzoni                                         | Ministro-Chefe | 12 de fevereiro de 2021 | 28 de julho de 2021     | Jair Bolsonaro            | [ 25 ] |
|                                                                          | Luiz Eduardo Ramos                                     | Ministro-Chefe | 28 de julho de 2021     | 1 de janeiro de 2023    | Jair Bolsonaro            | [ 25 ] |
|                                                                          | Márcio Macedo                                          | Ministro-Chefe | 1 de janeiro de 2023    | -                       | Luiz Inácio Lula da Silva | [ 26 ] |